# Kasteel van Candé
Het Kasteel van Candé (Frans: Château de Candé) is gesitueerd in de Franse gemeente Monts, in het departement Indre-et-Loire, op 10 km ten zuiden van Tours aan de oevers van de Indre. Het ligt in de Loirestreek bij de rivier de Indre in de Franse regio Centre-Val de Loire. Het is een van de kastelen van de Loire.
In 1937 had hier het huwelijk plaats van de ex-koning Edward VIII van het Verenigd Koninkrijk (hij werd hertog van Windsor) en Wallis Warfield.
In 1936 volgde Edward zijn vader, George V als koning op. Hij zou maar een jaar koning blijven. Zijn plannen om met Wallis Simpson te trouwen, vielen niet in goede aarde bij de koninklijke familie en al evenmin bij de regering. Edward VIII deed afstand van de troon omdat hij wilde trouwen met de al twee keer gescheiden Amerikaanse Wallis Simpson. De Anglicaanse Kerk, waarvan Edward als koning het hoofd was, stond hertrouwen na een scheiding niet toe. Minister-president Stanley Baldwin stelde hem voor de keus zijn relatie met Simpson te verbreken of afstand van de troon te doen. Edward besloot daarop af te treden, omdat het hem onmogelijk was zijn taak te volbrengen "zonder de steun van de vrouw van wie ik hou". Na zijn aftreden, benoemde zijn broer, koning George VI hem tot hertog van Windsor.
Het paar woonde de meeste tijd daarna in Neuilly, nabij Parijs.